# Friedrich Wöhler
Friedrich Wöhler (Eschersheim, Fráncfort del Meno, 31 de julio de 1800-Gotinga, 23 de septiembre de 1882) fue un pedagogo y químico alemán, conocido por su síntesis de la urea y por ser el primero en aislar varios elementos químicos, como el berilio o el aluminio metálico.

## Biografía
Wöhler nació en Eschersheim, que pertenecía a Hanau, pero hoy en día es un barrio de Fráncfort del Meno.
Su padre, August Anton Wöhler, caballerizo en Eschersheim, era veterinario, agrónomo, pedagogo y filántropo. La casa donde nació está ubicada en calle Alt-Eschersheim Nº71 y se conserva como monumento histórico nacional. Wöhler contrajo matrimonio con Franziska Wöhler en 1830 en Kassel, quien falleció en 1832 mientras daba a luz a su segundo hijo. Tras enviudar, se casó en segundas nupcias con Julie Pfeiffer. Tuvo en total seis hijos, dos del primer matrimonio y cuatro del segundo.
En 1823 Wöhler terminó sus estudios de medicina en Heidelberg en el laboratorio de Leopold Gmelin. Por su intermedio y 
con su recomendación, obtuvo una plaza para hacer una pasantía en Estocolmo entre 1823 y 1824, bajo la supervisión de Jöns Jacob Berzelius.
Enseñó química desde 1826 hasta 1831 en la Escuela Politécnica de Berlín. En 1839 fue elegido miembro extranjero de la Real Academia Sueca de Ciencias. Permaneció hasta su muerte en 1882.

## Contribuciones a la química

Animación de la síntesis de Wöhler.

Es considerado como un pionero en la química orgánica (también llamada química del carbono en la actualidad) como resultado de la síntesis de la urea mediante la síntesis de Wöhler en 1828. Este descubrimiento se convirtió en una refutación del vitalismo, la hipótesis de que lo que mantiene la actividad de los seres vivos es una "fuerza vital" especial.

## Principales obras, descubrimientos e investigaciones
Wöhler también era conocido por ser codescubridor del berilio, del silicio y del nitruro de silicio, así como la síntesis de carburo de calcio, entre otros. En 1834, Wöhler y Justus Liebig publicaron una investigación sobre el aceite de almendras amargas. Demostraron por sus experimentos que un grupo de carbono, hidrógeno y átomos de oxígeno pueden comportarse como un elemento, tomar el lugar de un elemento, y se pueden cambiar por otros elementos en compuestos químicos. Así se sentaron las bases de la doctrina de radicales compuestos, una doctrina que tuvo una profunda influencia en el desarrollo de la química.
El aislamiento de los cuerpos elementales y la investigación de sus propiedades fue una de sus actividades favoritas. En 1827 obtuvo aluminio metálico como un polvo fino, y en 1845 los métodos mejorados le permitieron obtenerlo en glóbulos completamente metálicos. Nueve años después Henri Étienne Sainte-Claire Deville, que desconocía los trabajos de Wöhler, adoptó los mismos métodos en sus esfuerzos por preparar el metal a escala industrial; el resultado de la reivindicación de prioridad de Wöhler fue que los dos científicos se hicieron buenos amigos y se unieron en una investigación, publicada en 1856-1857, que arrojó "boro adamantino". Por el mismo método que había tenido éxito con el aluminio (reducción del cloruro por potasio) Wöhler en 1828 obtuvo berilio metálico e itrio.

## Legado
Los descubrimientos de Wöhler tuvieron gran influencia en la teoría de la química. Los diarios de cada año entre 1820 y 1881 contienen la génesis de sus contribuciones en el campo de la química. En la revista "Scientific American" de 1882, se remarcó que por dos o tres de sus investigaciones se merece el honor más alto que un científico pueda obtener, pero la suma de su trabajo es absolutamente abrumadora. Si nunca hubiera vivido, el aspecto de la química sería muy diferente de lo que es ahora".

## Eponimia
- El cráter lunar Wöhler lleva este nombre en su memoria.[5]